# Willer
Willer (Duits: Weiler) is een gemeente in het Franse departement Haut-Rhin (regio Grand Est) en telt 303 inwoners (1999). De plaats maakt deel uit van het arrondissement Altkirch.

## Geografie
De oppervlakte van Willer bedraagt 6,2 km², de bevolkingsdichtheid is 48,9 inwoners per km².
De onderstaande kaart toont de ligging van Willer met de belangrijkste infrastructuur en aangrenzende gemeenten.

## Demografie
Onderstaande figuur toont het verloop van het inwonertal (bron: INSEE-tellingen).